# ويليام ماتوس
ويليام ماتوس فيغا (بالإنجليزية: William Mattus Vega)‏ (مواليد 17 أبريل 1964 في بارفا كانتون) حكم كرة قدم كوستاريكي . أشهر المباريات التي أدارها كانت مباراتان كحكم خامس في بطولة كأس العالم لكرة القدم 2002 في كوريا الجنوبية و اليابان .

## روابط خارجية
- ويليام ماتوس على موقع Soccerway.com (الإنجليزية)